# Cleonymus magnificus
Cleonymus magnificus är en stekelart som först beskrevs av William Harris Ashmead 1888.  Cleonymus magnificus ingår i släktet Cleonymus och familjen puppglanssteklar. Inga underarter finns listade i Catalogue of Life.